# Либор Худачек
Либор Худачек (слч. Libor Hudáček — Левоча, 7. септембар 1990) професионални је словачки хокејаш на леду који игра на позицијама центра и десног крила.
Члан је сениорске репрезентације Словачке за коју је на међународној сцени дебитовао на светском првенству 2012. године. На том првенству селекција Словачке освојила је сребрну медаљу.
Као играч Слована из Братиславе освојио је титулу првака Словачке у сезони 2011/12.
Његов старији брат Јулијус такође је професионални хокејаш и словачки репрезентативац.